# Embrace the Death
Embrace the Death – piąty album studyjny holenderskiego zespołu muzycznego Asphyx. Wydawnictwo ukazało się 19 listopada 1996 roku nakładem wytwórni muzycznej Century Media Records. Album został nagrany w składzie: Eric Daniels (gitara), Bob Bagchus (perkusja) oraz Theo Loomans (wokal prowadzący, gitara basowa). W utworach „Intro” i „Outro” zostały wykorzystane sample pochodzące ze ścieżki dźwiękowej do filmu Dzieci kukurydzy (1984) skomponowanej przez Jonathana Eliasa.

## Lista utworów
Opracowano na podstawie materiału źródłowego.
| Nr  | Tytuł utworu                   | Długość |
| --- | ------------------------------ | ------- |
| 1.  | „Intro” (utwór instrumentalny) | 01:21   |
| 2.  | „Embrace the Death”            | 04:01   |
| 3.  | „The Sickened Dwell”           | 03:58   |
| 4.  | „Streams of Ancient Wisdom”    | 03:25   |
| 5.  | „Thoughts of an Atheist”       | 04:59   |
| 6.  | „Crush the Cenotaph”           | 04:25   |
| 7.  | „Denying the Goat”             | 03:48   |
| 8.  | „Vault of the Vailing Souls”   | 05:03   |
| 9.  | „Circle of the Secluded”       | 05:35   |
| 10. | „To Succubus a Whore”          | 01:57   |
| 11. | „Eternity's Depths”            | 03:40   |
| 12. | „Outro” (utwór instrumentalny) | 00:50   |
| 13. | „Mutilating Process”           | 04:27   |
| 14. | „Streams of Ancient Wisdom”    | 04:29   |
|     |                                | 51:58   |

| Reedycja | Reedycja                     | Reedycja |
| Nr       | Tytuł utworu                 | Długość  |
| -------- | ---------------------------- | -------- |
| 1.       | „Intro”                      | 1:21     |
| 2.       | „Embrace The Death”          | 4:01     |
| 3.       | „The Sickened Dwell”         | 3:58     |
| 4.       | „Streams Of Ancient Wisdom”  | 3:25     |
| 5.       | „Thoughts Of An Atheist”     | 4:59     |
| 6.       | „Crush The Cenotaph”         | 4:25     |
| 7.       | „Denying The Goat”           | 3:48     |
| 8.       | „Vault Of The Vailing Souls” | 5:03     |
| 9.       | „Circle Of The Secluded”     | 5:35     |
| 10.      | „To Succubus A Whore”        | 1:57     |
| 11.      | „Eternity's Depths”          | 3:40     |
| 12.      | „Outro”                      | 0:50     |
|          |                              | 43:02    |

| Bonus CD | Bonus CD                                 | Bonus CD |
| Nr       | Tytuł utworu                             | Długość  |
| -------- | ---------------------------------------- | -------- |
| 1.       | „Mutilating Process” (EP Version)        | 4:27     |
| 2.       | „Streams Of Ancient Wisdom” (EP Version) | 4:28     |
| 3.       | „Enter The Domain (Intro)” (Demo I)      | 1:12     |
| 4.       | „Vault Of The Vailing Souls” (Demo I)    | 4:14     |
| 5.       | „Cadaver Camp” (Demo I)                  | 2:28     |
| 6.       | „Thoughts Of An Atheist” (Demo I)        | 4:15     |
| 7.       | „Crush The Cenotaph” (Demo II)           | 4:09     |
| 8.       | „Rite Of Shades” (Demo II)               | 2:45     |
| 9.       | „Abomination Echoes” (Demo II)           | 2:47     |
| 10.      | „Thoughts Of An Atheist” (Demo II)       | 4:46     |
| 11.      | „Countess Bathory” (Rehearsal)           | 3:25     |
| 12.      | „The Sickened Dwell” (Rehearsal)         | 4:07     |
| 13.      | „Embrace The Death” (Rehearsal)          | 4:18     |
| 14.      | „Cadaver Camp” (Rehearsal)               | 2:40     |
| 15.      | „Mutilating Process” (Rough Mix)         | 4:47     |
| 16.      | „Streams Of Ancient Wisdom” (Rough Mix)  | 4:53     |
|          |                                          | 59:41    |